# Layla Rivera
Layla Rivera (Phoenix, Arizona, 1983. szeptember 24. –) amerikai pornószínésznő.

## Élete és pályafutása
Az arizonai Phoenix-ben született. 2002-ben lépett be a szexiparba, 19 évesen, több mint 200 filmben szerepelt. Gyakran szerepel Max Hardcore mellett, megközelítőleg 25 filmben szerepelt vele. 2005-ben plasztikáztatta magát. A Danzig együttes egyik klipjében szerepelt 2010-ben. 2011-ben Karl Backman portré rajzoló készített egy csomó képet, amit ki is állítottak Zurichben, a Pornó a Művészetben Múzeumban. Számos FAME-díjra jelölték. Amerikai és lengyel származását tekintve. Számos névvel megtalálhatók a videói a neten, mint Chula, Chula Sanchez, Layla, Layla Riviera, Lyla Rivera. 168 centiméter magas. Négy vörös és zöld virág tetoválása van.

## Válogatott filmográfia
| - 2012 Couples Seeking Teens 10 - 2012 Mom's Cuckold 9 - 2012 Booty Shorts - 2012 Out of Control - 2010 There's Something Wrong with Mommy 2 - 2009 Latinistas Vol. 1 - 2009 Big Tit Brotha Lovers 16 - 2009 Not Monday Night Football XXX | - 2007 Big Boobs the Hard Way 6: No Boys Allowed - 2007 Blow Job Babes from the 310 - 2007 Cheatin' Chicas - 2007 Cream Pie Cafe - 2007 Lesbian Centerfolds 3 - 2007 Pussy Lickin' Lesbians 2 - 2007 Squirting with the Stars 3 - 2007 Tiny Tit Squirters |